# Alexandre Soler

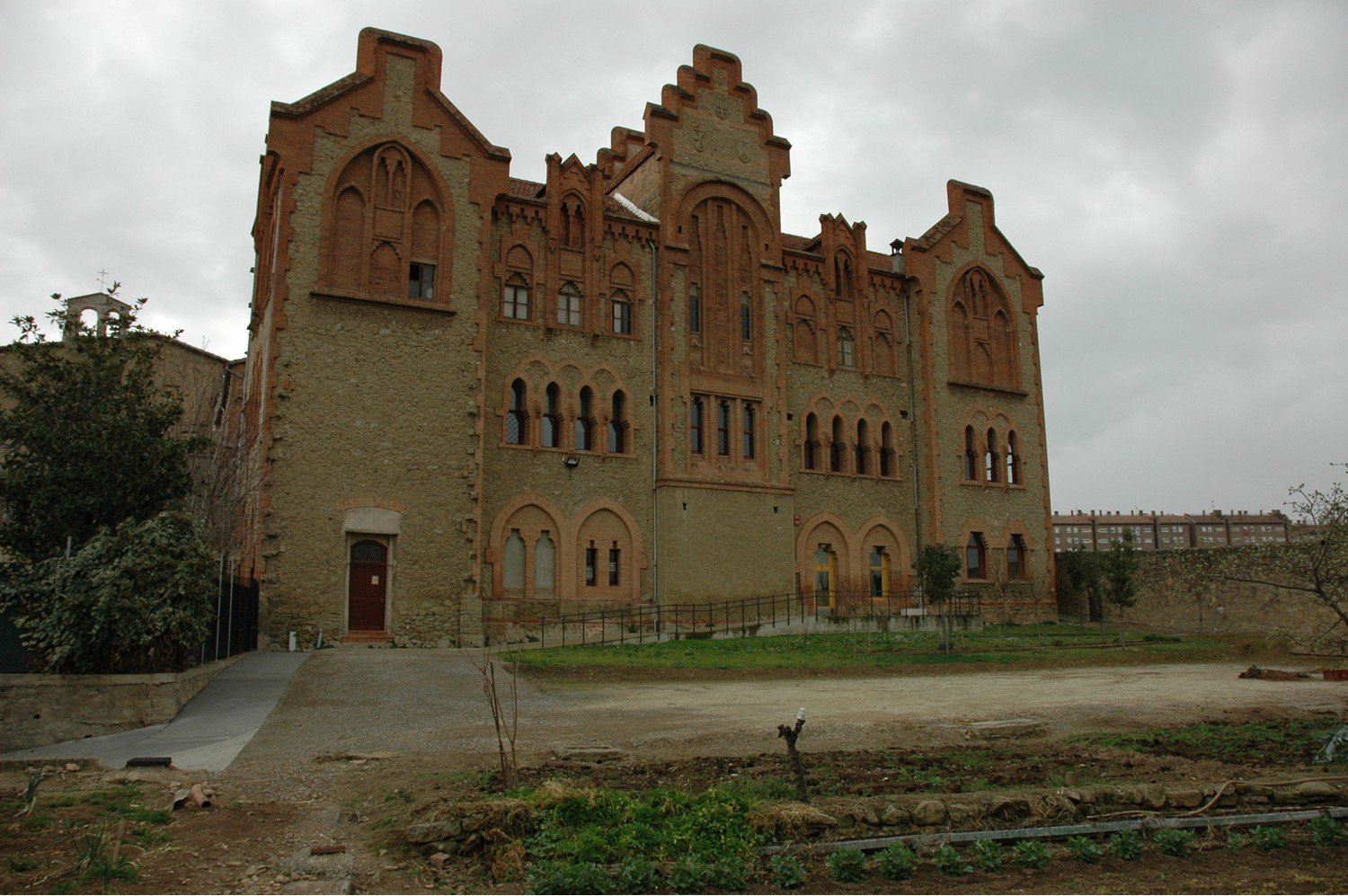
El convento de Santa Clara de Manresa.

Alexandre Soler i March (Barcelona, 24 de abril de 1873-28 de marzo de 1949) fue un arquitecto español, discípulo de Lluís Domènech i Montaner, en cuyo estudio trabajó un tiempo.
Titulado en Barcelona en 1899, dirigió la Escuela de Arquitectura de Barcelona de 1931 a 1936.

## Obra destacada
En Barcelona:
- Palacio de la Electricidad y Fuerza Motriz (actualmente de la Metalurgia, integrado dentro de la Feria de Muestras de Barcelona), para la Exposición Universal de Barcelona de 1929, junto con Amadeu Llopart.
- Casa Heribert Pons, actualmente Consejería de Finanzas.
- Pedestal del monumento a Rafael Casanova para su nuevo emplazamiento en Barcelona, con Josep Llimona como escultor (1916).

En Valencia:
- Mercado Central, realizado junto con Francesc Guàrdia i Vial (1910-1928).

En Manresa:
- Ampliación del Convento de Santa Clara (1904).
- Instituto Lluís de Peguera, de estilo modernista en transición hacia el novecentismo (1907-1927).
- Farinera Albareda, fábrica típicamente modernista (1909).
- Fachada principal de la Catedral de Manresa (1915).
- Casal Regionalista, de estilo sobrio y regular, se aleja de los postulados modernistas y se acerca al novecentismo (1918).
- Parroquia de Cristo Rey, proyectada en (1947).

En Casserres:
- Iglesia neogótica de la colonia industrial l'Ametlla de Casserres.

En Gironella:
- Iglesia neogótica de Santa Eulalia.

En Rajadell:
- Can Gallifa (masía Noguera), presenta un conjunto arquitectónico modernista, con jardines y edificios de inspiración neogótica y neoclásica.

En Castellbell i el Vilar:
- Iglesia de la Sagrada Familia de la Bauma, obra modernista edificada por iniciativa de Joan Vial, propietario de la fábrica de la Bauma y del vecindado de la Colonia (1905-1908).